# 马尔迪·菲什
马尔迪·菲什（英語：Mardy Fish，1981年12月9日—），已退役的美國職業網球運動員。马尔迪·菲什贏得過兩個ATP巡迴賽的亞軍，分別是2003年的辛辛那提大師賽和2008年的印第安維爾斯大師賽。他在大滿貫賽事的最好成績是2007年澳網八強（後被同胞羅迪克擊敗）和2008年美網的八強。另外他曾經在2008年的印第安維爾斯大師賽中擊敗當時的世界第一羅傑·費德勒。

## 奧運會

### 男單銀牌（1）
| 年度 | 賽事       | 場地 | 決賽對手 | 對手國籍 | 勝方比分                |
| 2004 | 雅典奧運會 | 硬地 | 馬蘇     | 智利     | 6-3, 3-6, 2-6, 6-3, 6-4 |

## 外部連結
- 官方网站
- 马尔迪·菲什（英文/西班牙文）的官方資料
- 马尔迪·菲什的國際網球總會 職業／青少年 官方資料（英文）
- 马尔迪·菲什的官方資料（英文）